# Schlichtenberger Wald
Schlichtenberger Wald är ett kommunfritt område i Landkreis Freyung-Grafenau i Regierungsbezirk Niederbayern i förbundslandet Bayern i Tyskland.